# 和平站 (广东省)
和平站位于广东省河源市和平县阳明镇，是京九铁路的一座火车站，等级为四等站，距北京西站2046公里，距常平站269公里，本站及相邻上下行区间均为电气化区段。车站建于1996年，现办理客货运业务。

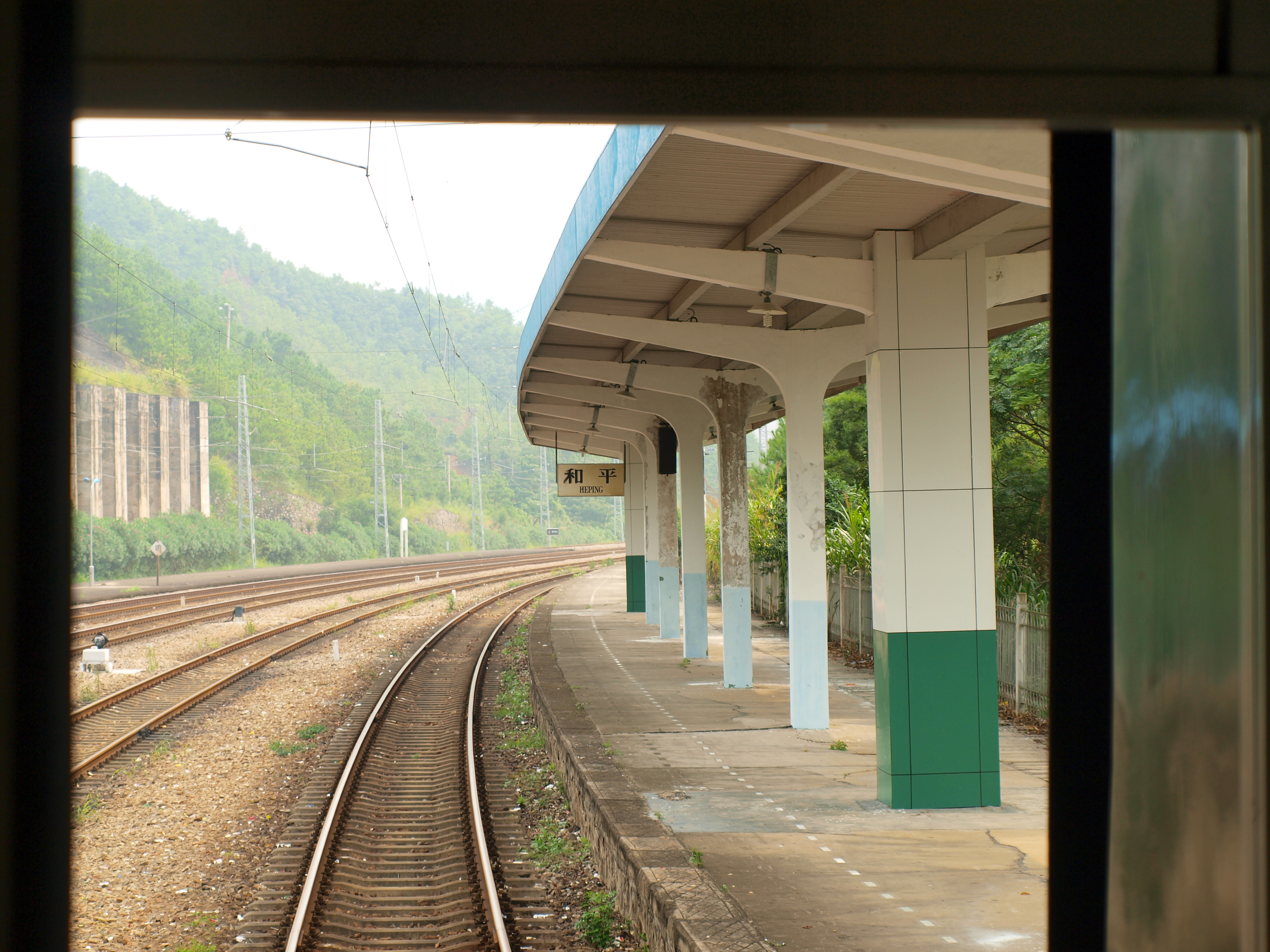
京九铁路和平站站台